# استخدام فعال للطاقة

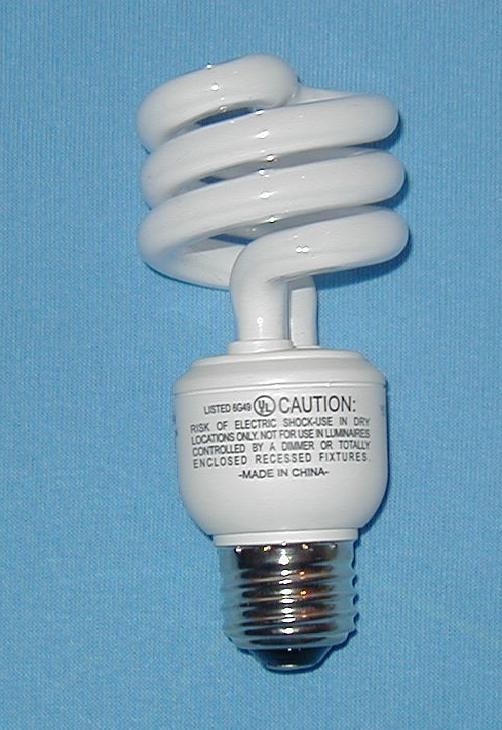
مصباح موفر للطاقة

الاستخدام الفعال للطاقة Efficient energy use هو استخدام كمية أقل من الطاقة لإنتاج نفس التأثير أو أداء نفس الوظيفة. من الأمثلة عليه: تركيب العزل الحراري في المنازل لتقليل كمية الطاقة المستهلكة للتدفئة والتكييف، أو استخدام مصباح فلوريسنت في الإنارة الداخلية، تعتمد سياسة الاستخدام الفعال للطاقة على تطوير التقنية المستخدمة أكثر من اعتمادها على تغيير السلوك الفردي الذي يلعب دوراً بارزاً في سياسة ترشيد الطاقة.
إن اعتماد الأساليب التي تساهم بالاستخدام الفعال للطاقة في المباني والإنارة والصناعة ووسائل النقل، يمكن أن ينقص معدل استهلاك الطاقة في العالم بمقدار الثلث بحلول عام 2050 م ، الأمر الذي سيخفف من الانبعاث الحراري ومستوى التلوث ويوقف حدوث الاحتباس الحراري العالمي وذلك حسب التقديرات الصادرة عن وكالة الطاقة الدولية.
إن الاستخدام الفعال للطاقة والاعتماد على مصادر طاقة دائمة أو متجددة هما ركيزتان أساسيان في بنية سياسة الطاقة الدائمة.

## نظرة عامة
هنالك توجه عالمي للاستخدام الفعال للطاقة في بناء المنازل، والمركبات، والصناعات المختلفة بهدف الحد من استخدام الوقود الأحفوري والانبعاثات الحرارية ومواجهة الاحتباس الحراري العالمي. بعد أزمة النفط (1973) ظهرت أهمية أمن الطاقة للغرب، وأصبحت قضية الاستخدام الفعال للطاقة محط اهتمام الباحثين في أوروبا وأمريكا.
برهنت توجهات الاستخدام الفعال للطاقة بأنها ذات جدوى اقتصادية مرتفعة، واستراتيجية ممتازة لبناء وتطوير البنية التحتية دون الحاجة للزيادة في استهلاك الطاقة. وأظهرت الدراسات التي أجريت في البلدان التي اتبعت سياسات صارمة بشأن توجيه الاستخدام الفعال للطاقة؛ أن هذه الإجراءات رغم كونها مكلفة في البداية إلا أنها مجدية اقتصادياً للشركات والصناعات التي تتبعها.

## المنافع

كثافة الطاقة للاقتصادات (1990 إلى 2015): كثافة الطاقة هي مؤشر على مقدار الطاقة المستخدمة لإنتاج وحدة واحدة من الناتج الاقتصادي. تشير النسبة المنخفضة إلى أنه يتم استخدام طاقة أقل لإنتاج وحدة إنتاج واحدة.

يتجه مستهلكو الطاقة لاستخدام الطاقة بشكل فعال من أجل توفير المال بشكل رئيسي، عن طريق خفض تكلفة شراء الطاقة. هناك اتجاه كبير- من وجهة نظر سياسة الطاقة- للاعتراف بكفاءة الطاقة على أنها «الوقود الأول» على نطاق أوسع، ما يعني إمكانية استبدال استهلاك الوقود الفعلي أو تجنبه. قدرت وكالة الطاقة الدولية أن تطبيق تدابير كفاءة الطاقة في الأعوام 1974-2010 نجح في تجنب استهلاك المزيد من الطاقة في الدول الأعضاء أكثر من استهلاك أي وقود معين، بما في ذلك النفط والفحم والغاز الطبيعي.
اعتُرف منذ فترة طويلة بأن للاستخدام الفعال للطاقة فوائد أخرى إضافية لتقليل استهلاك الطاقة. وُضعت بعض تقديرات قيمة هذه الفوائد الأخرى، والتي تسمى الفوائد المتعددة أو المنافع المشتركة أو الفوائد الإضافية أو المنافع غير المتعلقة بالطاقة، لتكون قيمتها الإجمالية أعلى من تلك الخاصة بفوائد الطاقة المباشرة. تشمل الفوائد المتعددة لكفاءة الطاقة: تقليل تأثير التغير المناخي، والإقلال من تلوث الهواء، وتحسين الصحة وتحسين الظروف الداخلية، وتحسين أمن الطاقة، وتقليل مخاطر الأسعار على مستهلكي الطاقة. طُورت طرق لحساب القيمة النقدية لهذه الفوائد المتعددة، بما في ذلك طريقة تجربة الاختيار للتحسينات ذات المكون الشخصي (مثل الجماليات أو الراحة)، وطريقة تومينان-سابينان لتقليل مخاطر الأسعار.
يمكن إثبات أن الفائدة الاقتصادية لاستثمارات كفاءة الطاقة أعلى بكثير من مجرد قيمة الطاقة المحفوظة، عند تضمينها في التحليل.

## الأجهزة
تستخدم الأجهزة الحديثة، مثل الثلاجات والأفران والمواقد وغسالات الأطباق وغسالات الملابس والمجففات، طاقة أقل بكثير من الأجهزة القديمة. سيقلل تركيب حبل الغسيل من استهلاك الطاقة بشكل كبير، إذ سيقل استخدام المجفف بشكل كبير عندئذ. تستخدم الثلاجات الحالية الموفرة للطاقة، طاقة أقل بنسبة 40% من النماذج التقليدية في عام 2001. غيرت بعد ذلك جميع الأسر في أوروبا أجهزتها التي يزيد عمرها عن عشر سنوات إلى أجهزة جديدة، وبذلك يُوفَر حوالي 20 مليار كيلو وات ساعة من الكهرباء سنويًا، وبالتالي تقل انبعاثات ثاني أكسيد الكربون بنحو 18 مليار كيلوغرام. ستكون الأرقام المقابلة في الولايات المتحدة، حوالي 17 مليون رطل (1.2 × 1010 كجم) من ثاني أكسيد الكربون.
وجدت دراسة أجرتها شركة مكنزي وشركاؤه في عام 2009، أن استبدال الأجهزة القديمة من أكثر التدابير العالمية كفاءة لتقليل انبعاثات غازات الاحتباس الحراري. تعمل أنظمة إدارة الطاقة الحديثة أيضًا على تقليل استخدام الطاقة بواسطة الأجهزة الخاملة عن طريق إيقاف تشغيلها أو وضعها في وضع الطاقة المنخفضة بعد فترة زمنية معينة. تحدد العديد من البلدان الأجهزة الموفرة للطاقة باستخدام علامات مدخلات الطاقة.
يعتمد تأثير الاستخدام الفعال للطاقة على ذروة الطلب في وقت استخدام الجهاز، إذ تستهلك مكيفات الهواء على سبيل المثال مزيدًا من الطاقة خلال فترة ما بعد الظهر عندما يكون الجو حارًا، وبالتالي سيؤثر مكيف الهواء الموفر للطاقة بشكل أكبر عند وقت الذروة، مقارنة بالطلب خارج وقت الذروة. تستهلك غسالة الأطباق الموفرة للطاقة من ناحية أخرى طاقة أكبر في وقت متأخر من المساء عندما يغسل الناس أطباقهم، وقد يكون لهذا الجهاز تأثير ضئيل أو معدوم على ذروة الطلب.

## تصميم المباني والاستخدام الفعال للطاقة

مثال على تخطيط نظام أتمتة المبنى

إن لموقع البناء الجغرافي ومحيطه أهمية كبيرة في التحكم بالحرارة والإضاءة. فالمسطحات الخضراء والأشجار والتلال تلعب دوراً هاماً في صد التيارات الهوائية وتكوين الظلال. في البلدان ذات المناخ البارد، يساعد تخطيط الشوارع والمساكن بشكل أفقي من الشرق إلى الغرب وتصميم نوافذ الأبنية من الناحية الجنوبية للمباني؛ يساعد كل هذا في إكساب المنازل طاقة حرارية من الشمس وبالتالي التقليل من صرف الطاقة الحرارية من مصادر الكهرباء أو الوقود.
إن التوزيع الذكي للنوافذ والفتحات السماوية واستخدام الزجاج العاكس والعازل للحرارة والأبواب والجدران العازلة واعتماد التقنيات الحديثة للتدفئة والتكييف، يمكن أن يوفر ما بين 25 و 50% من استهلاك الطاقة ، استخدام المصابيح الثنائية الباعثة للضوء (مصابيح التوفير) والنيون يقلل من 6 إلى 10 مرات مصروف الطاقة المستخدمة في الإنارة.

## الاستخدام الفعال للطاقة في الصناعة
في المجالات الصناعية وعند توليد الطاقة من الوقود فإن الهدر المتمثل في الطاقة الحرارية المنبعثة يمكن الاستفادة منه في التدفئة أو في النشاط الصناعي. الاستخدام التقليدي للطاقة والموجود حالياً في المصانع يستخدم فقط 30% من الطاقة بشكل فعال. ولكن استخدام تقنيات دمج الطاقة والحرارة في عملية الإنتاج ترفع فاعلية الطاقة المستخدمة إلى 90%.
أكثر من 45% من الطاقة المستخدمة في المصانع الأمريكية تتحول إلى بخار، ويمكن لهذه المصانع أن تنقص استهلاكها من الطاقة بمقدار 20% بواسطة عزل البخار واستخدام الضغط الناتج عنه في عملية التصنيع.

## الاستخدام الفعال للطاقة في المركبات
إن اعتماد التصاميم الانسيابية في المركبات ودراسة الديناميكية الهوائية فيها، يقلل بشكل كبير من استهلاكها للطاقة عبر تقليل مقاومة الهواء. تصميم مركبات أخف وزناً مصنوعة من مواد مركبة واستخدام إطارات[ ؟ ] ذات احتكاك أخف مع الطرق يساهم في زيادة فاعلية الاستخدام للطاقة في هذه المركبات. يمكن تحسين فاعلية الوقود في السيارات بنسبة 3% عبر معايرة ضغط الهواء داخل إطارات[ ؟ ]، وإبقائه ضمن الحدود المثلى، واستخدام فلتر هواء نظيف يزيد من فاعلية استهلاك الوقود في السيارة بنسبة تصل إلى 10%.
السيارات الهجينة تقوم بتخزين الطاقة الحركية الناتجة عن الفرملة في مدخرات، وإعادة استخدامها كطاقة دافعة للمركبة. وللسيارات الكهربائية دور في صياغة مستقبل المركبات فعالة الاستخدام للطاقة أيضاً.

## توفير الطاقة
توفير الطاقة هو مصطلح أشمل من الاستخدام الفعال للطاقة. ويرمز إلى ترشيد استهلاك الطاقة بالإضافة إلى زيادة فاعلية استخدامها. وهنا يلعب السلوك الفردي دوراً أكبر مما يفعله في الاستخدام الفعال للطاقة. من الأمثلة على توفير الطاقة: القيادة لمسافات أقل، واستخدام مصابيح إنارة أقل. لا شك أن هنالك فائدة كبيرة من ترشيد استهلاك الطاقة يتمثل بتخفيف استهلاك الوقود الأحفوري وتخفيف الانبعاثات الحرارية.

## الطاقة الدائمة
يرمز مصطلح الطاقة الدائمة إلى كل طاقة مولدة من مصادر غير ناضبة، كطاقة الشمس، والرياح، وغيرها. وتعتبر مصادر توليد الطاقة الدائمة خط عمل موازٍ لمبدأ الاستخدام الفعال للطاقة في سبيل تخفيف الانبعاثات الحرارية، والتقليل من إنتاج ثاني أكسيد الكربون، والحد من الانحباس الحراري. ويشار إلى الطاقة الدائمة ومصادرها بأنها طاقة نظيفة. ركيزتي الطاقة المستدامة: أوجه التآزر بين كفاءة الطاقة وتقنية الطاقة المتجددة والسياسة](المجلس الأمريكي لاقتصاد في استخدام الطاقة).

## التأثير الارتدادي
إذا بقي الطلب على خدمات الطاقة ثابتاً، فإن تقنيات الاستخدام الفعال للطاقة سوف تقلل من استهلاك الطاقة، وبالتالي تخفف انبعاث ثاني أكسيد الكربون، والانحباس الحراري. ولكن ما يحدث هو أنه نتيجة الاستخدام الفعال للطاقة تصبح خدمات الطاقة أقل تكلفة، مما يزيد من استخدام المستهلكين لخدمات الطاقة، وبالتالي فإن الطلب على الطاقة يبقى ثابتاً أو يزداد. مثال على ذلك هو أنه نتيجة لصدور سيارات اقتصادية في الوقود، غدا السائقون يقودون مسافات أبعد وبسرعات أعلى.
تشير بعض التقديرات أن هذا التأثير الارتدادي يزيد من استهلاك الطاقة بمعدل 5% إلى 40% ، يكون هذا التأثير الارتدادي حوالي 30% في الاستهلاك المنزلي، و 10% في النقل. إن تأثيراً ارتدادياً بمعدل 30% يعني أن تصل فاعلية استخدام الطاقة معدلاً ينخفض فيه استهلاك الطاقة إلى 70% لكي تبقى كمية الطاقة المستهلكة ثابتة.

## الفوائد
يتمثل الدافع الرئيس وراء الاستخدام الفعال للطاقة، في كثير من الأحيان -من وجهة نظر مُستهلك للطاقة- في توفير النقود من خلال تخفيض تكاليف شراء الطاقة. بالإضافة إلى ذلك، من وجهة نظر سياسية متعلقة بالطاقة، أصبح هناك ميل كبير نحو الاعتراف بالاستخدام الفعال للطاقة وعلى أوسع نطاق تحت اسم «الوقود الأول»، ويُعنى به القدرةَ على استبدال الوقود الفعلي أو تجنّب استهلاكه. في الواقع، قدّرت وكالة الطاقة الدولية أن تطبيق تدابير الاستخدام الفعال للطاقة في السنوات بين 1974-2010، كان له أثر ناجح في تجنّب استهلاك المزيد من الطاقة في دولها الأعضاء، أكثر من تجنب استهلاك أي وقود آخر بعينه، بما في ذلك النفط، والفحم، والغاز الطبيعي.
علاوة على ذلك، فقد اعتُرف منذ زمن بعيد أنه يمكن أن يكون للاستخدام الفعال للطاقة فوائد إضافية أخرى على خفض استهلاك الطاقة. التقديرات الإجمالية لقيم هذه الفوائد الأخرى -التي تسمى غالبًا فوائد متعددة أو فوائد مشتركة أو فوائد مساعدة أو فوائد غير متعلقة بالطاقة- هي أعلى حتى من فوائدها في الطاقة المباشرة.
تشمل هذه الفوائد المتعددة للاستخدام الفعال للطاقة أمورًا مثل، انخفاض أثر التغير المناخي، وانخفاض تلوث الهواء، وتحسين الصحة، وتحسين الظروف الداخلية وتحسين أمن الطاقة وتخفيض مخاطر الأسعار على مستهلكي الطاقة.
طُوّرت أساليب لحساب القيمة النقدية لهذه الفوائد المتعددة، ومن ضمنها على سبيل المثال طريقة تجربة الاختيار للتحسينات التي تمتلك فائدة شخصية (مثل الجماليات أو الراحة) وطريقة تومينين سيبانين لتخفيض المخاطر على الأسعار. تبين أن الفوائد الاقتصادية لاستثمارات الاستخدام الفعال للطاقة، عندما شملتها عملية التحليل، هي أكبر بشكل ملحوظ من قيمة التوفير في الطاقة.

## التجهيزات
تستهلك التجهيزات الحديثة مثل الثلاجة، والفرن، والموقِد، وغسّالة الصحون، وغسّالة الملابس والمُجففات، قدرًا من الطاقة أقل بكثير إذا ما قُورنت بالطاقة المُستهلكة في التجهيزات القديمة. إذ إن تركيب حبل للغسيل من شأنه أن يُقلل من استهلاك الفرد للطاقة بشكل كبير جدًا، لأنه سيُقلل من استخدامه للمُجفف الكهربائي. وأيضًا في الثلاجات الحالية على سبيل المثال، التي تستخدم نظام توفير الطاقة، فإنها تستهلك طاقة أقل بنسبة 40% مقارنةً بما استهلكته الثلاجات ذات الطراز التقليدي في عام 2001. وينجم عن اتباع هذا النهج كلّه توفير في الكهرباء بمقدار 20 مليار كيلو واط ساعيّ سنويًا؛ إذا ما قامت كل الأُسر الأوروبية بتغيير أجهزتها التي يزيد عمرها عن عشر سنوات إلى أجهزة جديدة، وبهذا ستنخفض أيضًا انبعاثات ثاني أكسيد الكربون بما يقارب 18 مليار كيلوغرامًا. بينما ستكون تلك الأرقام المقابلة في الولايات المتحدة هي 17 مليار كيلو واط ساعيّ من الكهرباء و (1.2*1010 كغ) من ثاني أكسيد الكربون. وفقًا لدراسة أجرتها مجموعة «ماكينزي وشركائه» في عام 2009، يعَد استبدال الأجهزة القديمة من أكثر التدابير العالميّة فعاليةً، في الحد من انبعاثات الغازات المسببة للاحتباس الحراري. تعمل أنظمة إدارة الطاقة الحديثة على الحد من استهلاك الطاقة من قبل الأجهزة البطيئة، عن طريق إيقاف تشغيلها أو تحويلها إلى وضع التشغيل بطاقة منخفضة بعد فترة زمنية معينة. يحدد العديد من البلدان الأجهزة الموفرة للطاقة باستخدام ملصقات مدخلات الطاقة.